# NGC 3201
NGC 3201 (noto anche come C 79) è un ammasso globulare, situato nella parte orientale della costellazione delle Vele; è visibile anche con piccoli strumenti.

## Osservazione

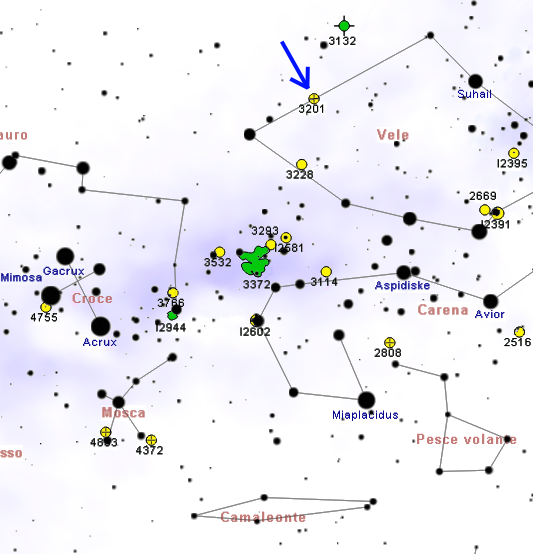
Mappa per individuare NGC 3201.

È possibile individuarlo (non senza difficoltà, se la notte non è propizia) cinque gradi a nord-ovest della stella giallastra μ Velorum anche con un binocolo, nel quale si presenterà comunque come un oggetto simile ad una macchietta chiara, sfuggente; in un telescopio amatoriale di piccola apertura si presenta ancora con un aspetto nebbioso e comunque con una luminosità molto bassa rispetto alla sua estensione apparente. Per iniziare la risoluzione in stelle occorrono strumenti relativamente potenti.
La sua declinazione è piuttosto meridionale e fa sì che quest'ammasso non sia osservabile da molte delle regioni abitate dell'emisfero boreale, come parte dell'Europa e del Nordamerica; da alcune regioni abitate dell'emisfero australe, al contrario, si presenza circumpolare. Il periodo migliore per la sua osservazione nel cielo serale è quello compreso fra gennaio e giugno.

## Storia delle osservazioni
La scoperta dell'ammasso viene attribuita solitamente a John Herschel, sebbene James Dunlop sembra che l'avesse catalogato già sei anni prima dell'arrivo di Herschel a Città del Capo, nel 1827; Dunlop fu in grado di risolverlo in stelle con una certa facilità e notò anche che la concentrazione aumenta nelle regioni centrali.

## Caratteristiche
In realtà, per essere un ammasso globulare, è uno dei più luminosi, essendo di magnitudine 6,8, con un diametro apparente di quasi 20' d'arco; nel 2002 è stato oggetto di studio su una particolare classe di stelle, le variabili RR Lyrae. NGC 3201 è stato catalogato di classe X in una scala che va da I a XII, dove a valore più basso corrisponde una maggiore concentrazione stellare: il che quindi indica che siamo di fronte ad un oggetto poco concentrato. La sua età è stimata sui 10,24 miliardi di anni o, secondo altri studi, 10,6 miliardi di anni.
La sua distanza è stimata sui 17000 anni luce dal sistema solare, mentre la distanza dal centro galattico è di circa 30000 anni luce; sulla nostra lina di vista, quest'ammasso ha una velocità radiale estremamente alta, avvicinandosi a noi alla velocità di 490 km/s, il valore più alto conosciuto in un ammasso stellare. Eliminando la velocità e il moto del Sole, resta un valore di 240 km/s di velocità assoluta, il che sarebbe sufficiente per poter consentire all'ammasso di sfuggire all'influsso gravitazionale della Via Lattea; inoltre, rispetto alle stelle della Via Lattea si muove con un moto retrogrado.

### Probabile buco nero stellare nel cluster globulare
Durante una ricerca più ampia finalizzata allo studio di stelle binarie negli ammassi globulari utilizzando lo strumento MUSE del VLT, un gruppo di ricercatori ha osservato il comportamento anomalo di una stella in NGC 3201. La stella, viene fiondata a velocità tali (350000 km/h) che, pur essendo possibile che appartenga ad un sistema triplo contenente due stelle di neutroni estremamente vicine, è molto probabile che ruoti intorno ad un buco nero stellare avente una massa di circa quattro volte maggiore del sole,

## Bibliografia

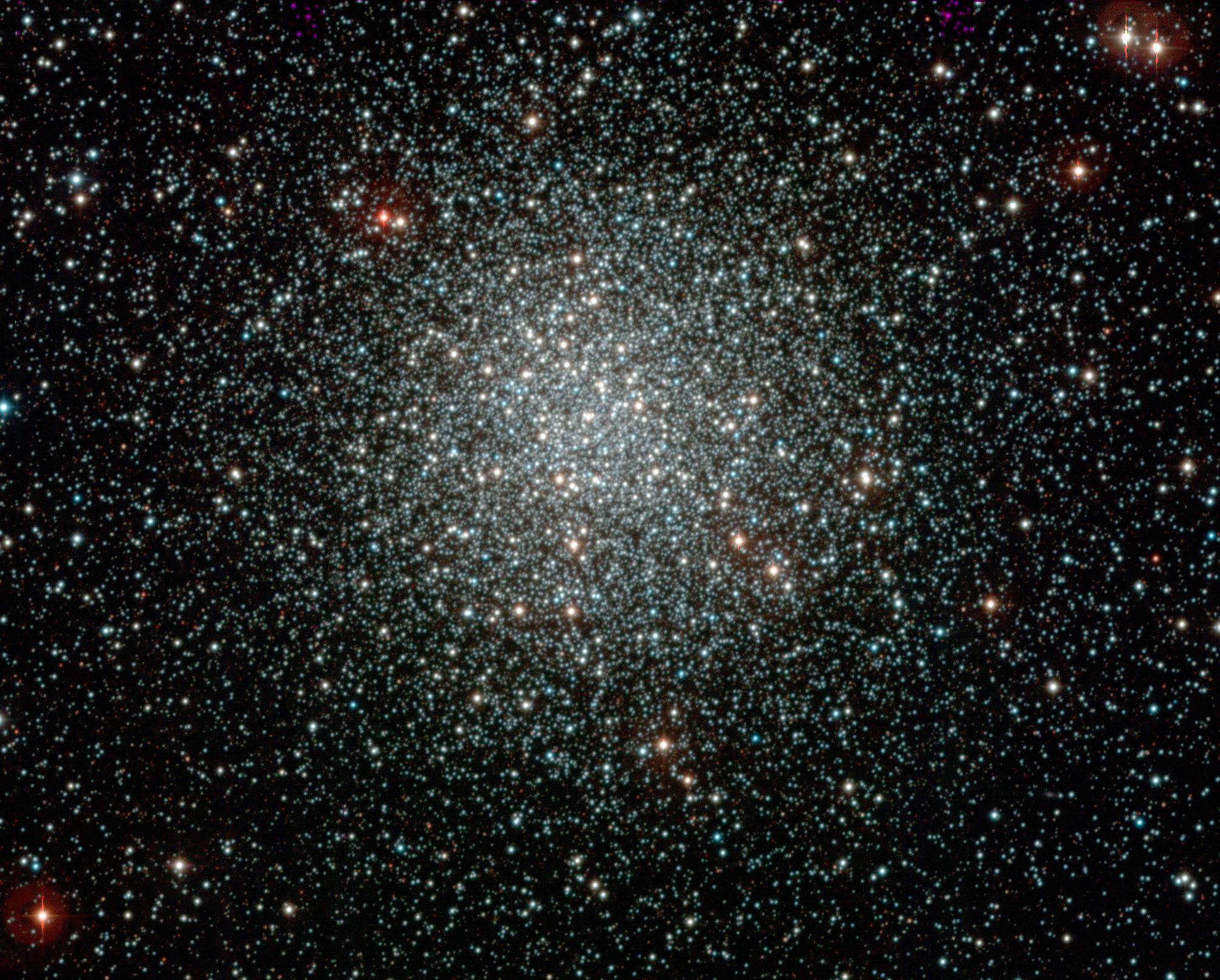
NGC 3201 ripreso con il telescopio MPG/ESO da 2,2 m dell'osservatorio di La Silla.

### Libri
- (EN) Stephen James O'Meara, Deep Sky Companions: The Caldwell Objects, Cambridge University Press, 2003, ISBN 0-521-55332-6.

### Carte celesti
- Tirion, Rappaport, Lovi, Uranometria 2000.0 - Volume II - The Southern Hemisphere to +6°, Richmond, Virginia, USA, Willmann-Bell, inc., 1987, ISBN 0-943396-15-8.
- Tirion, Sinnott, Sky Atlas 2000.0 - Second Edition, Cambridge, USA, Cambridge University Press, 1998, ISBN 0-933346-90-5.
- Tirion, The Cambridge Star Atlas 2000.0, 3ª ed., Cambridge, USA, Cambridge University Press, 2001, ISBN 0-521-80084-6.